# Hannibal (serie televisiva)
Hannibal è una serie televisiva statunitense basata sui romanzi di Thomas Harris e sviluppata per il network NBC da Bryan Fuller. È andata in onda per tre stagioni tra il 2013 e il 2015.
In Italia la prima stagione è stata trasmessa in prima visione assoluta su Italia 1 a partire dal 12 settembre al 10 ottobre 2013.. La seconda stagione è andata in onda dal 31 gennaio al 25 aprile 2015 su Premium Crime, canale della piattaforma televisiva Mediaset Premium. La terza e ultima stagione è stata pubblicata sul servizio di video streaming Infinity il 2 gennaio 2016, come riportato dal blog ufficiale della piattaforma. In chiaro e in prima tv, la seconda e terza stagione sono state trasmesse sul canale Top Crime del digitale terrestre tra il 2016 e la primavera del 2017. Tutte e tre le stagioni sono periodicamente riproposte su Top Crime, spesso nel ciclo “Notte Crime” in terza serata.

## Trama
Will Graham è il più talentuoso profiler dell'FBI, le sue grandi doti ed il suo modo unico di pensare gli permettono di entrare nella mente di un killer come nessun altro. Tuttavia, tale abilità e la prolungata empatia iniziano, col passare del tempo, a giocare crudelmente con l'immaginazione dell'uomo, trascinandolo sempre più vicino al baratro, alla sottile linea che divide follia e realtà. Al fine di riportare equilibrio ad una mente spesso travagliata come quella di Will, egli viene affiancato all'illustre psichiatra e criminale Hannibal Lecter, ignorando come qualcosa di non meno distorto si celi nel noto dottore, seppur in forma diversa e più malsana. Due menti brillanti, avvezze a studiare quelle altrui e a modo loro macchiate, iniziano così il proprio gioco.
Presto i due cominciano ad avvicinarsi sempre di più, il loro legame oscuro si trasformerà in qualcosa di più di una semplice amicizia, arrivando a un'attrazione fatale che li porterà sul punto di non ritorno.

## Episodi
Gli episodi della prima, seconda e prima metà della terza stagione hanno come titoli nomi di cibi, portate o antipasti. I titoli della seconda metà della terza stagione hanno come titoli i dipinti di William Blake che hanno come protagonista il Grande Drago Rosso, in cui il serial killer Francis Dolarhyde, antagonista di quel ciclo di episodi, crede di tramutarsi: tuttavia l'episodio 8 è Il Grande Drago Rosso (The Great Red Dragon) in riferimento al protagonista dei dipinti, mentre l'ultimo episodio è L'ira dell'agnello (The Wrath of the Lamb) non in riferimento ai dipinti di Blake, ma alle sue opere letterarie.
| Stagione         | Episodi | Prima TV Stati Uniti | Prima TV Italia |
| ---------------- | ------- | -------------------- | --------------- |
| Prima stagione   | 13      | 2013                 | 2013            |
| Seconda stagione | 13      | 2014                 | 2015            |
| Terza stagione   | 13      | 2015                 | 2016            |

## Personaggi e interpreti

### Personaggi principali
- Hannibal Lecter (stagioni 1-3), interpretato da Mads Mikkelsen, doppiato da Roberto Pedicini.
È lo psichiatra di Will Graham e serial killer conosciuto come "Squartatore di Chesapeake". Nella prima stagione, incuriosito da Will Graham, comincia con lui la sua terapia, tentando di manipolarlo e facendolo dubitare persino di se stesso. Hannibal farà incriminare Will per gli omicidi fotocopia che in realtà erano stati commessi proprio dal dottor Lecter. Successivamente si pente di ciò che ha fatto, arrivando a fare scarcerare Will compiendo altri omicidi. Col tempo il legame tra i due si evolverà, lasciando trasparire un'intesa inevitabile.
- Will Graham (stagioni 1-3), interpretato da Hugh Dancy, doppiato da Gianfranco Miranda.
È un profiler che riesce ad entrare nella mente dei serial killer e a descrivere le dinamiche dei loro delitti. Verrà reclutato da Jack Crawford, un agente dell'FBI, a far parte della divisione "Scienze comportamentali" come collaboratore: per paura di quello che potrebbe capitare alla mente di Will, Jack lo indirizza dallo psichiatra Hannibal Lecter. È il primo a capire che Hannibal è in realtà lo squartatore di Chesapeake, ma nessuno gli crederà. Tenterà di uccidere Hannibal per poi successivamente diventare suo amico e stringere un forte legame con lui, un legame più visto come co-dipendenza. Will e Hannibal vengono spesso paragonati a due innamorati. Hannibal stesso si riferisce a loro come una sorta di Achille e Patroclo. Will nel finale della seconda stagione, avrebbe dovuto consegnare Hannibal a Jack e all'FBI, cambiando poi idea ed avvisando l'amico della sua imminente cattura. Confesserà poi a Jack di averlo chiamato perché avrebbe voluto fuggire con Hannibal.
- Alana Bloom (stagioni 1-3), interpretata da Caroline Dhavernas, doppiata da Federica De Bortoli.
È una professoressa di psicologia, consulente dell'FBI e ex-allieva di Hannibal.
- Beverly Katz (stagioni 1-2), interpretata da Hettienne Park, doppiata da Domitilla D'Amico.
È un'agente della scientifica specializzata in analisi di fibre.
- Jack Crawford (stagioni 1-3), interpretato da Laurence Fishburne, doppiato da Massimo Corvo.
Agente dell'FBI, capo della sezione scienze comportamentali.
- Jimmy Price (ricorrente: stagione 1; regolare: stagioni 2-3), interpretato da Scott Thompson, doppiato da Luca Dal Fabbro.
È un agente della scientifica specializzato nelle analisi di impronte digitali.
- Brian Zeller (ricorrente: stagione 1; regolare: stagioni 2-3), interpretato da Aaron Abrams, doppiato da Giorgio Borghetti.
È un agente della scientifica.
- Bedelia Du Maurier (ricorrente: stagioni 1-2; regolare: stagione 3), interpretata da Gillian Anderson, doppiata da Roberta Pellini.
È la psichiatra che ha in cura Hannibal: interromperà le loro sedute all'inizio della seconda stagione.

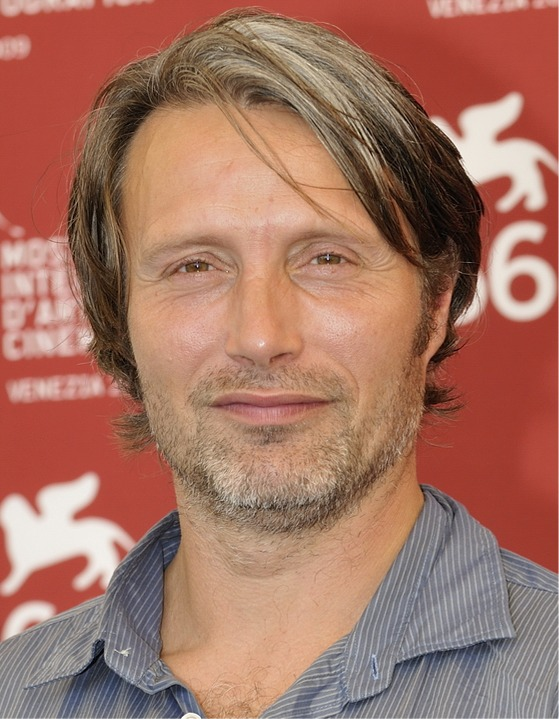
Mads Mikkelsen interpreta Hannibal Lecter
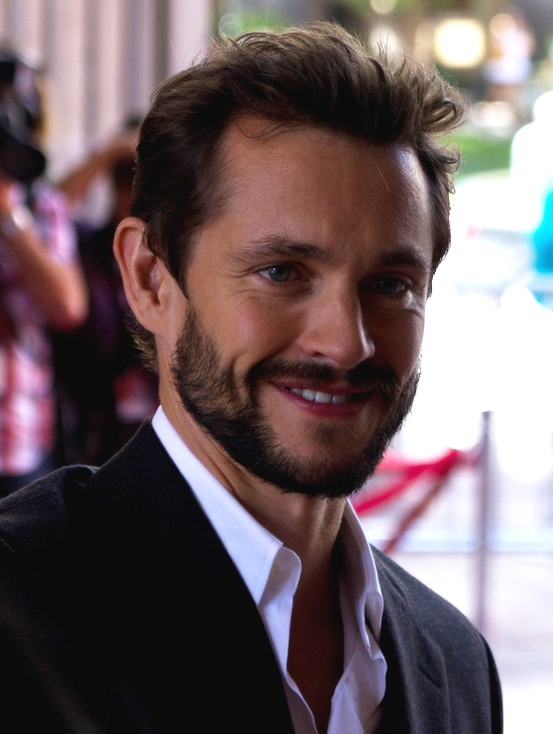
Hugh Dancy interpreta Will Graham
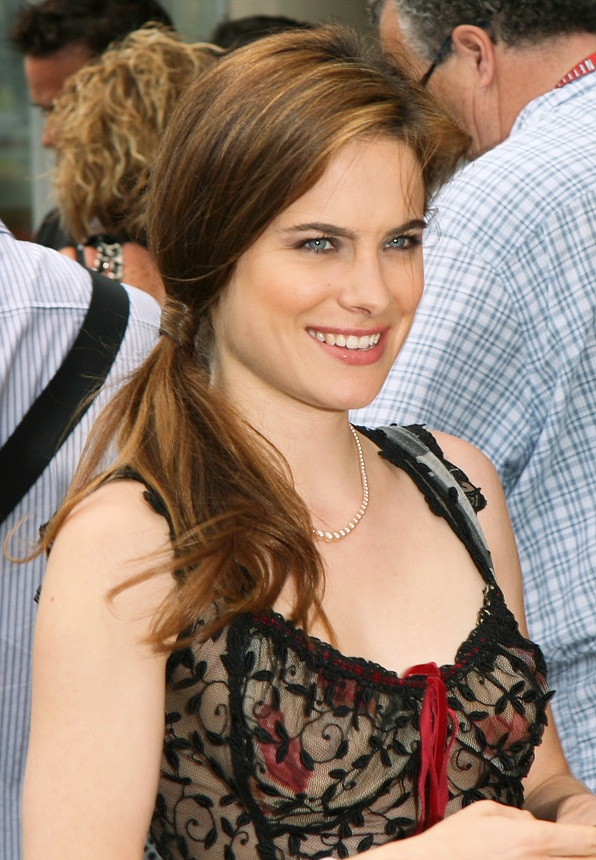
Caroline Dhavernas interpreta Alana Bloom
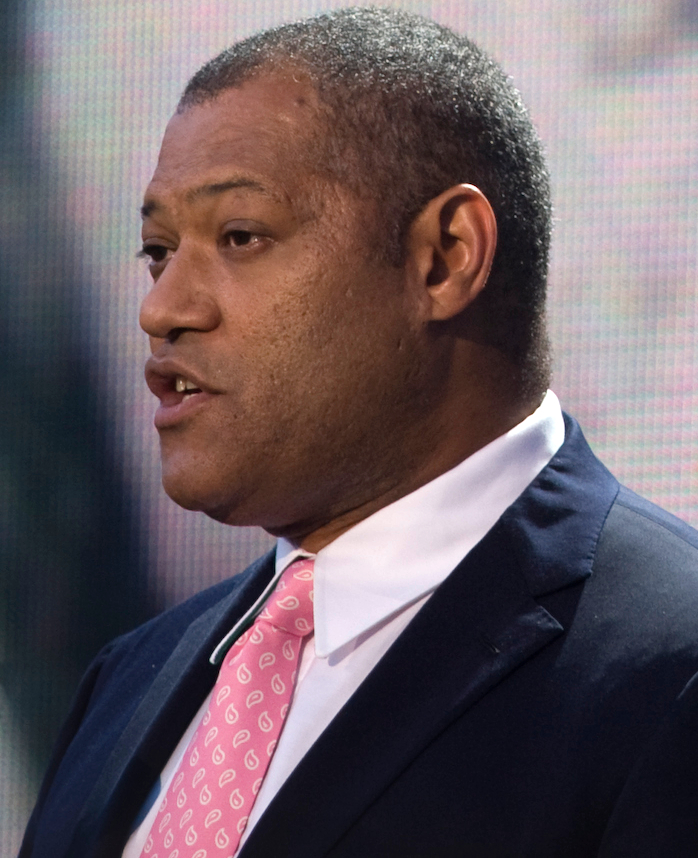
Laurence Fishburne interpreta Jack Crawford
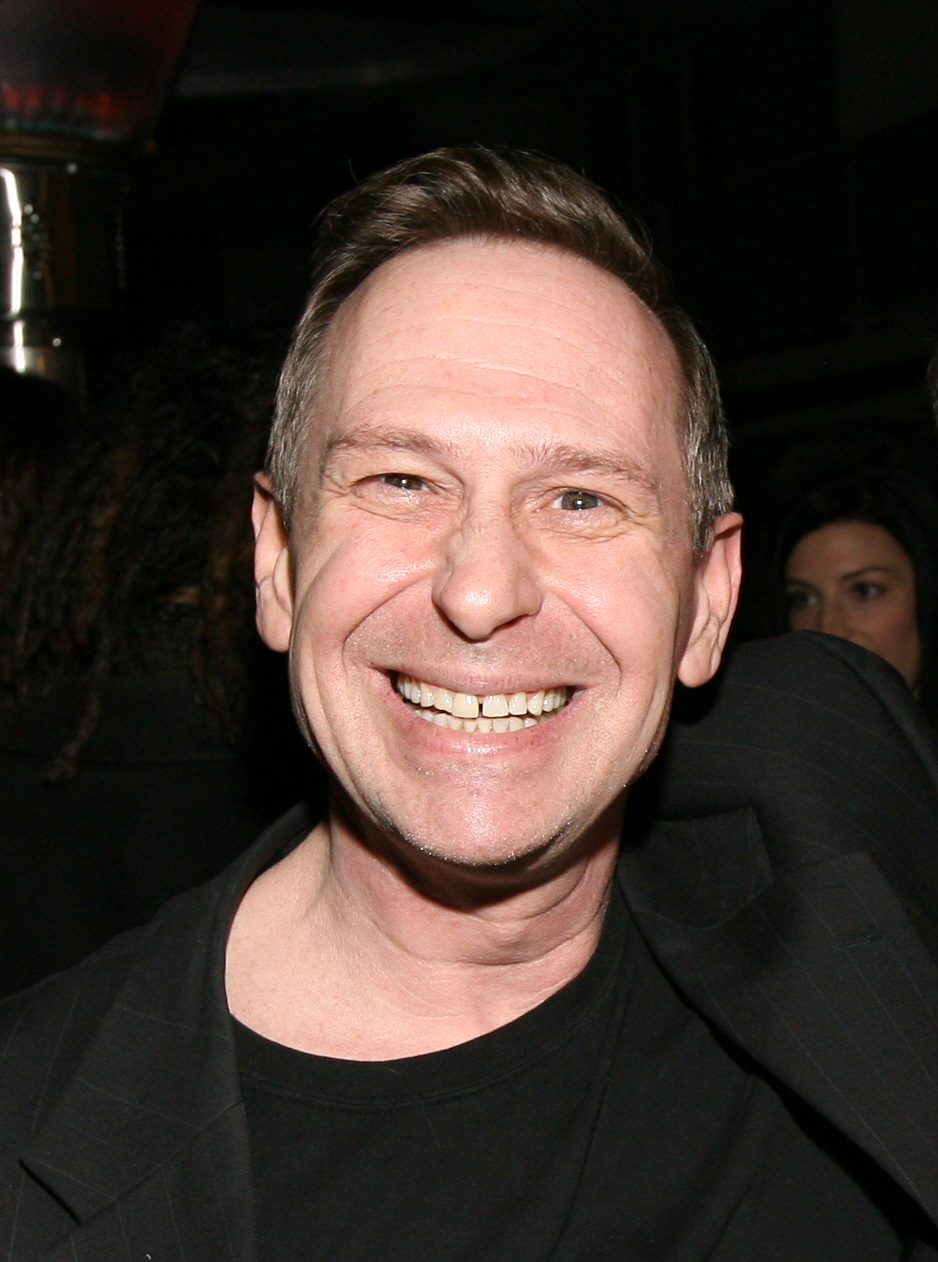
Scott Thompson interpreta Jimmy Price
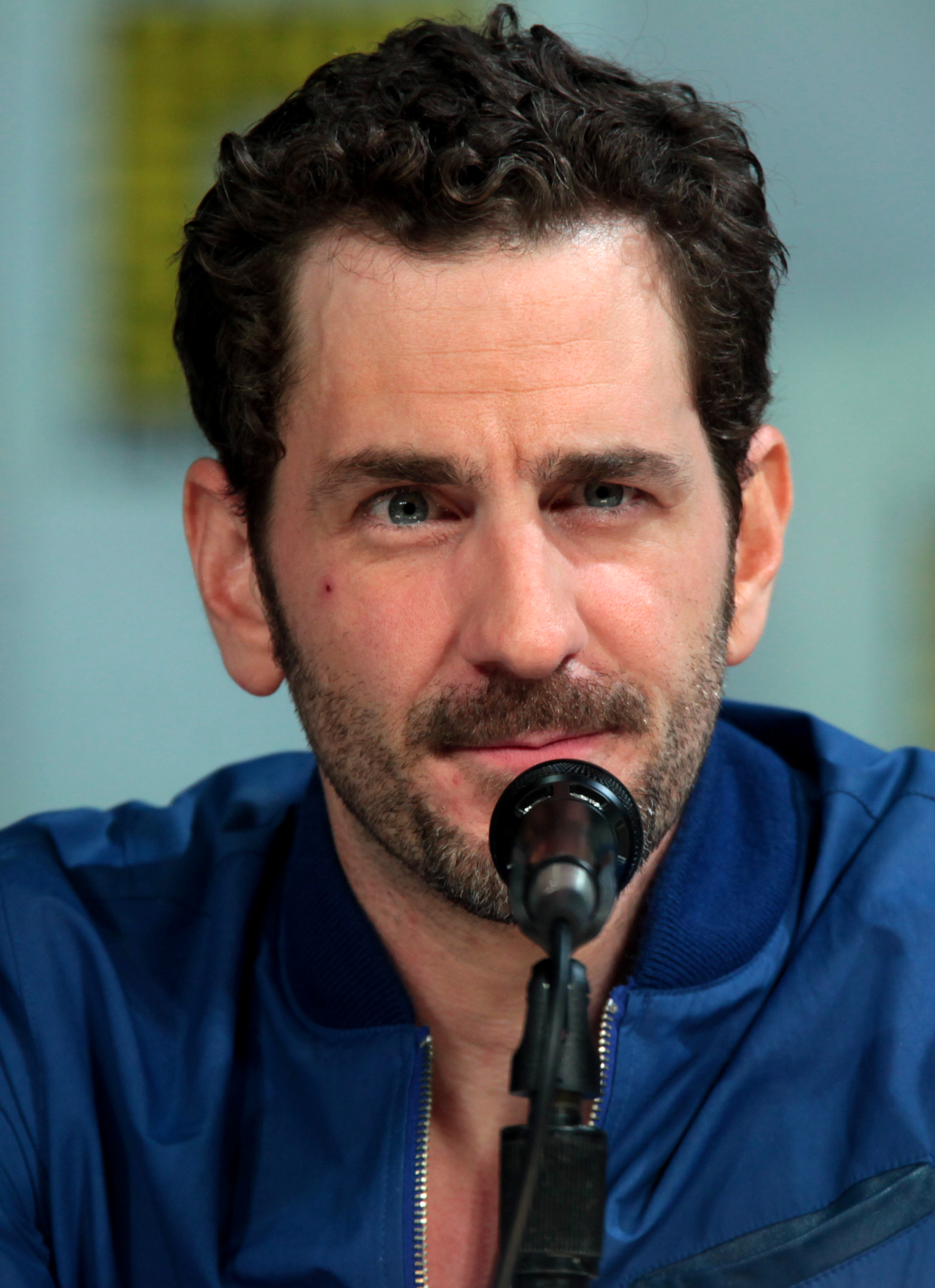
Aaron Abrams interpreta Brian Zeller
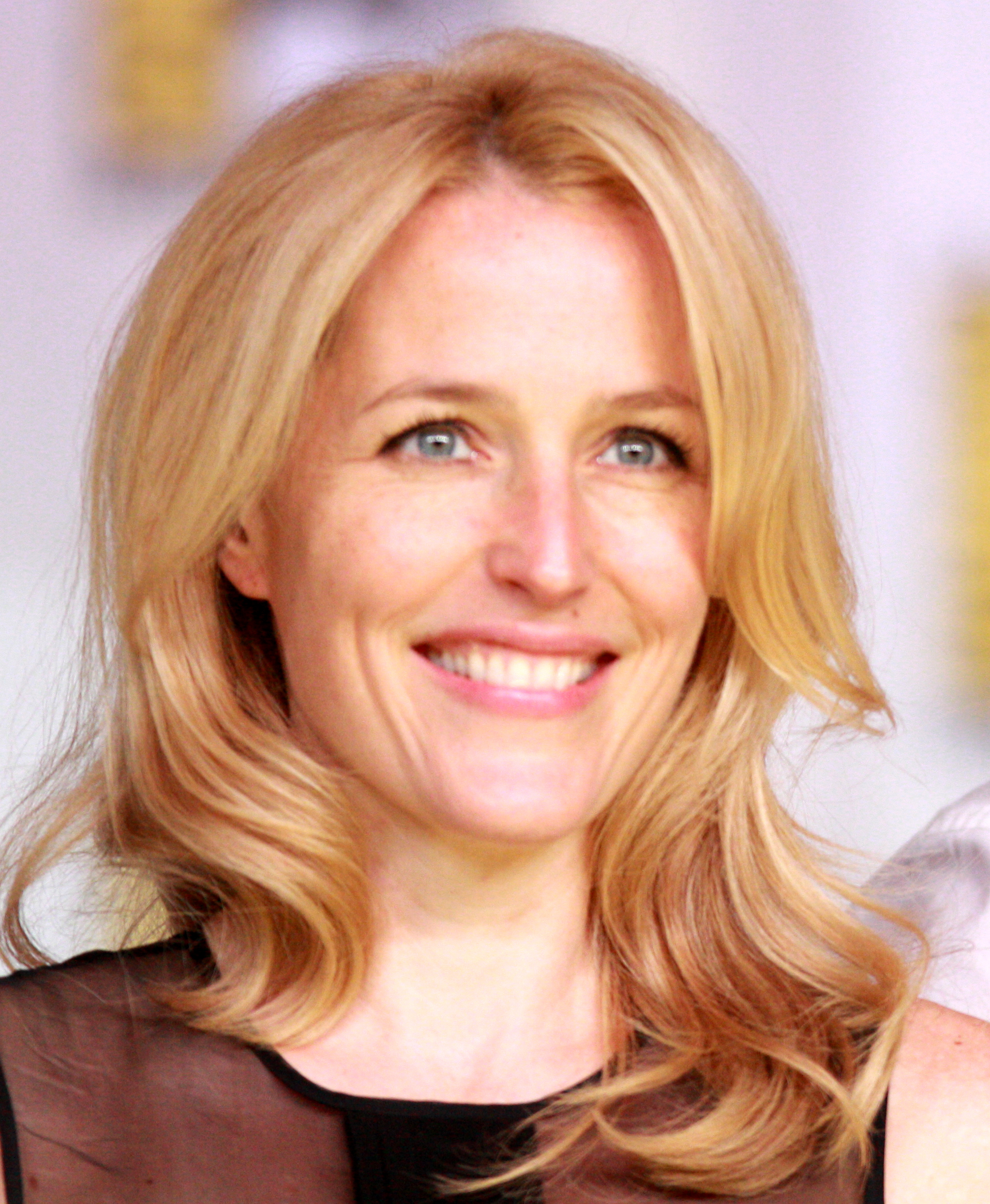
Gillian Anderson interpreta Bedelia Du Maurier

### Personaggi secondari
- Garret Jacob Hobbs (stagioni 1-3), interpretato da Vladimir Jon Cubrt, doppiato da Roberto Certomà.
È un serial killer, conosciuto come "L'averla del Minnesota", nonché padre di Abigail.
- Abigail Hobbs (stagioni 1-3), interpretata da Kacey Rohl, doppiata da Letizia Ciampa.
Figlia e complice del serial killer Garret Jacob Hobbs, che sviluppa un complicato rapporto padre-figlia con Lecter.
- Franklin Froideveux (stagione 1), interpretato da Dan Fogler, doppiato da Luigi Ferraro.
Franklin è un paziente di Hannibal durante la prima stagione. È amico del misterioso e riservato Tobias Budge.
- Fredricka "Freddie" Lounds (stagioni 1-3), interpretata da Lara Jean Chorostecki, doppiata da Emanuela Damasio.
È una blogger che gestisce il sito internet TattleCrime. A volte collabora con l'FBI, per avere l'esclusiva sulle loro indagini.
- Bella Crawford (stagioni 1-3), interpretata da Gina Torres, doppiata da Alessandra Cassioli.
È la moglie di Jack e soffre del carcinoma del polmone.
- Frederick Chilton (stagioni 1-3), interpretato da Raúl Esparza, doppiato da Andrea Lavagnino.
Direttore dell'ospedale psichiatrico criminale di Baltimora dove sono imprigionati pericolosi serial killer come Abel Gideon.
- Abel Gideon (stagioni 1-3), interpretato da Eddie Izzard, doppiato da Roberto Stocchi.
È un chirurgo che è stato rinchiuso nell'ospedale psichiatrico di Baltimora per aver ucciso la sua famiglia. Ha fatto credere al dottor Chilton di essere lo "Squartatore di Chesapeake".
- Miriam Lass (stagioni 1-2), interpretata da Anna Chlumsky, doppiata da Ilaria Latini.
È stata un tirocinante nella squadra di Jack che scomparì misteriosamente mentre indagava sullo "Squartatore di Chesapeake".
- Tobias Budge (stagione 1), interpretato da Demore Barnes, doppiato da Massimo Bitossi.
È un insegnante di violoncello e anche un serial killer. Ama lavorare con le interiora delle sue vittime, facendole diventare corde per strumenti musicali.
- Kade Prurnell (stagione 2), interpretata da Cynthia Nixon, doppiata da Valeria Perilli.
È un'investigatrice che lavora per l'ufficio del Direttore Generale e si occuperà del processo di Will Graham. Il personaggio in realtà si sarebbe dovuto chiamare Paula Krendler, in riferimento a Paul Krendler personaggio apparso nei romanzi di Thomas Harris, ma non hanno potuto utilizzare quel nome in quanto il personaggio fa la sua prima apparizione ne "Il silenzio degli innocenti", di cui la produzione non ha i diritti, quindi il nome Paula Krendler è stato anagrammato in Kade Prurnell.[5]
- Margot Verger (stagioni 2-3), interpretata da Katharine Isabelle, doppiata da Stella Musy.
È una paziente di Hannibal durante la seconda stagione: Margot appartiene a una ricca famiglia di macellai e, alla morte del padre il fratello gemello, che ha sempre abusato di lei, prende il comando dell'azienda di famiglia.
- Mason Verger (stagioni 2-3), interpretato da Michael Pitt (stagione 2) e Joe Anderson (stagione 3), doppiato da Francesco Pezzulli.
È il fratello gemello di Margot, di cui ha sempre abusato e erede della società di famiglia.
- Neal Frank (stagione 3), interpretato da Zachary Quinto, doppiato da Alessio Cigliano.
Ex paziente di Lecter e Du Maurier.
- Rinaldo Pazzi (stagione 3), interpretato da Fortunato Cerlino.
Ispettore italiano che lavora con Crawford.
- Chiyo (stagione 3), interpretata da Tao Okamoto, doppiata da Selvaggia Quattrini.
Ancella della zia di Lecter, Lady Murasaki.
- Cordell Doemling (stagione 3), interpretato da Glenn Fleshler, doppiato da Enzo Avolio.
È il medico di Mason Verger.
- Francis Dolarhyde (stagione 3), interpretato da Richard Armitage, doppiato da Fabrizio Pucci.
Serial killer conosciuto con il soprannome di "Fatina dei denti", a causa della sua abitudine di mordere la pelle delle sue vittime.
- Molly Graham (stagione 3), interpretata da Nina Arianda, doppiata da Giò Giò Rapattoni.
È la moglie di Will Graham.
- Reba McClane (stagione 3), interpretata da Rutina Wesley, doppiata da Laura Lenghi.
È una donna non vedente, interesse amoroso di Francis Dolarhyde.

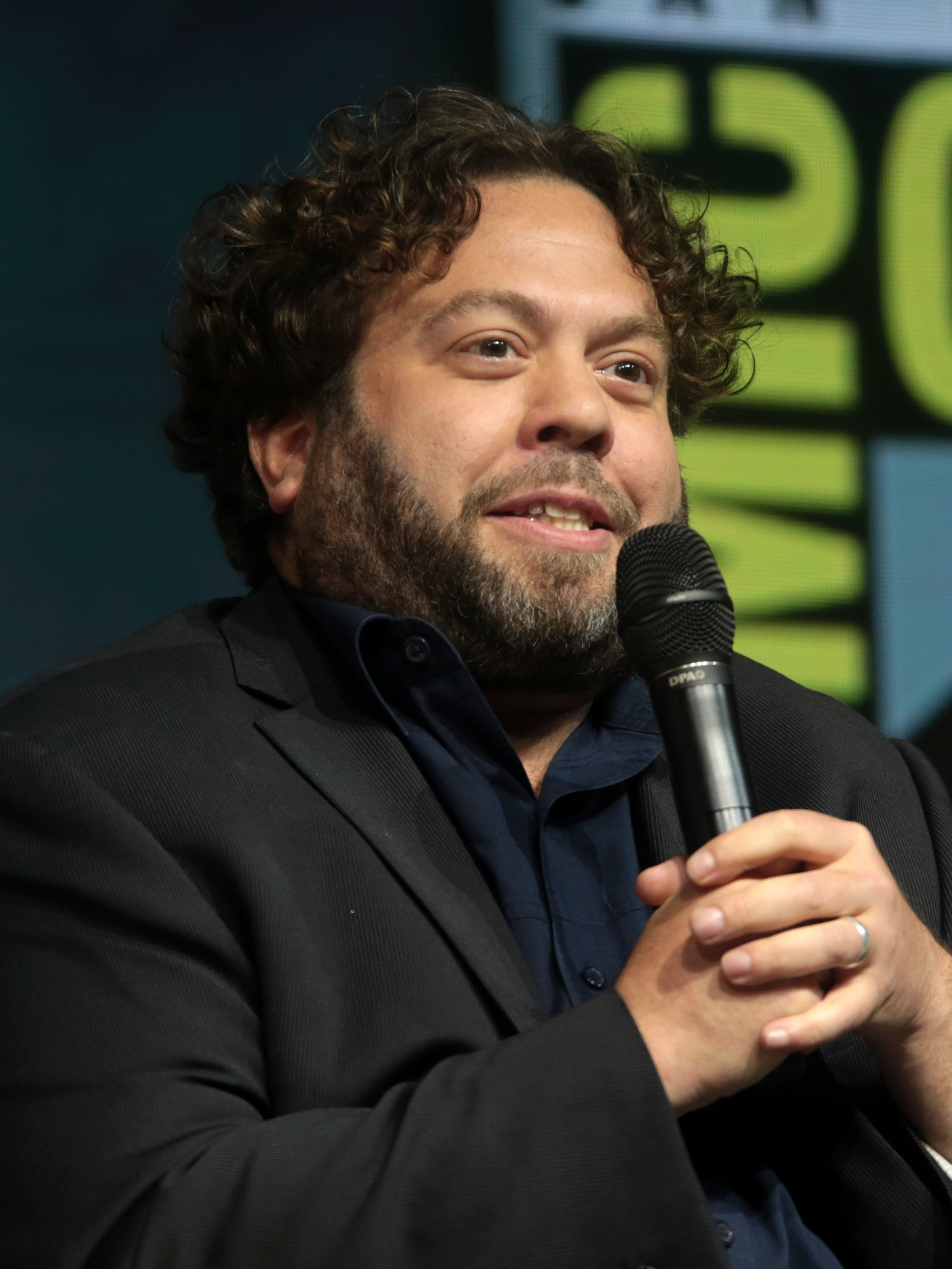
Dan Fogler interpreta Franklin Froideveux
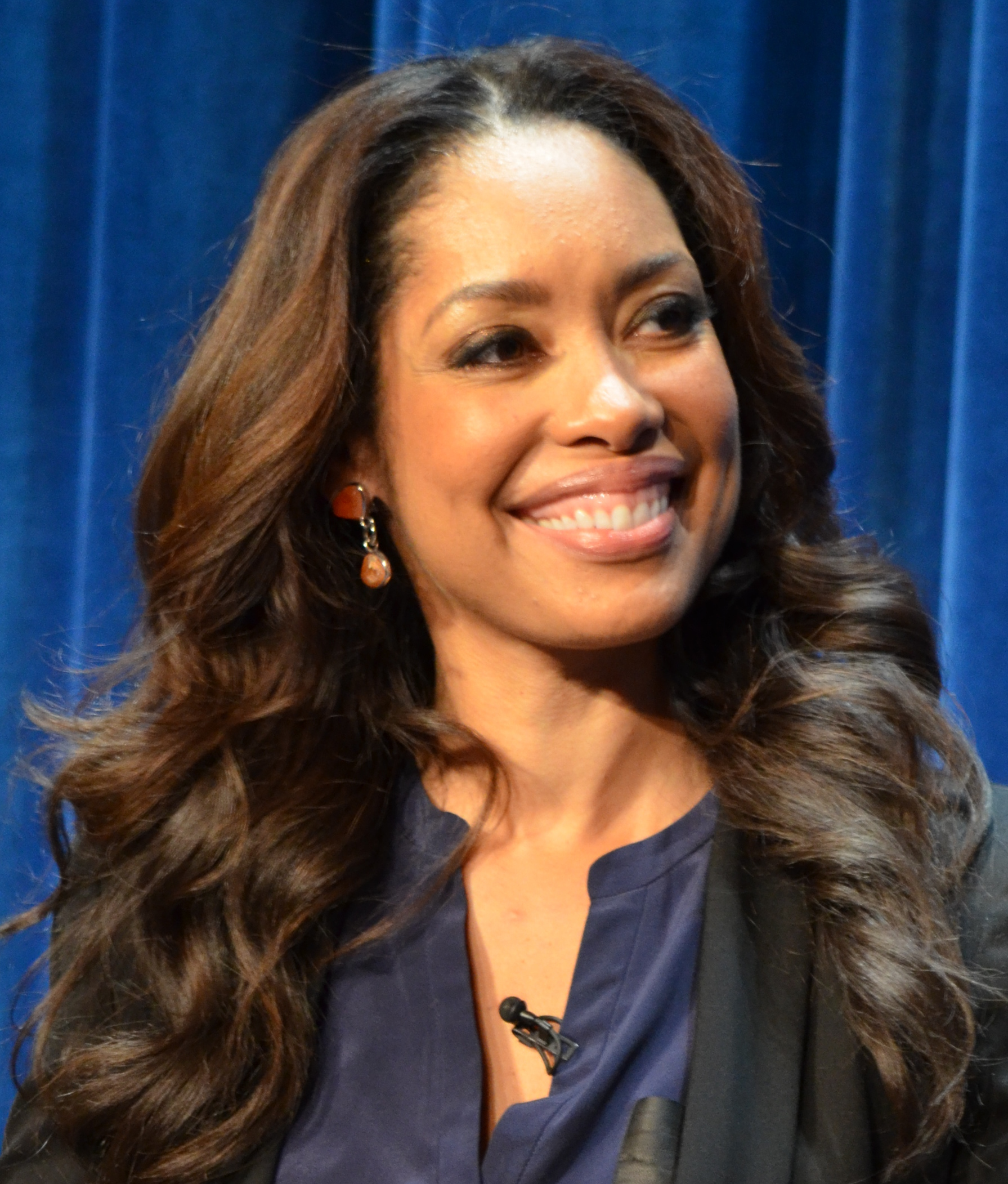
Gina Torres interpreta Bella Crawford
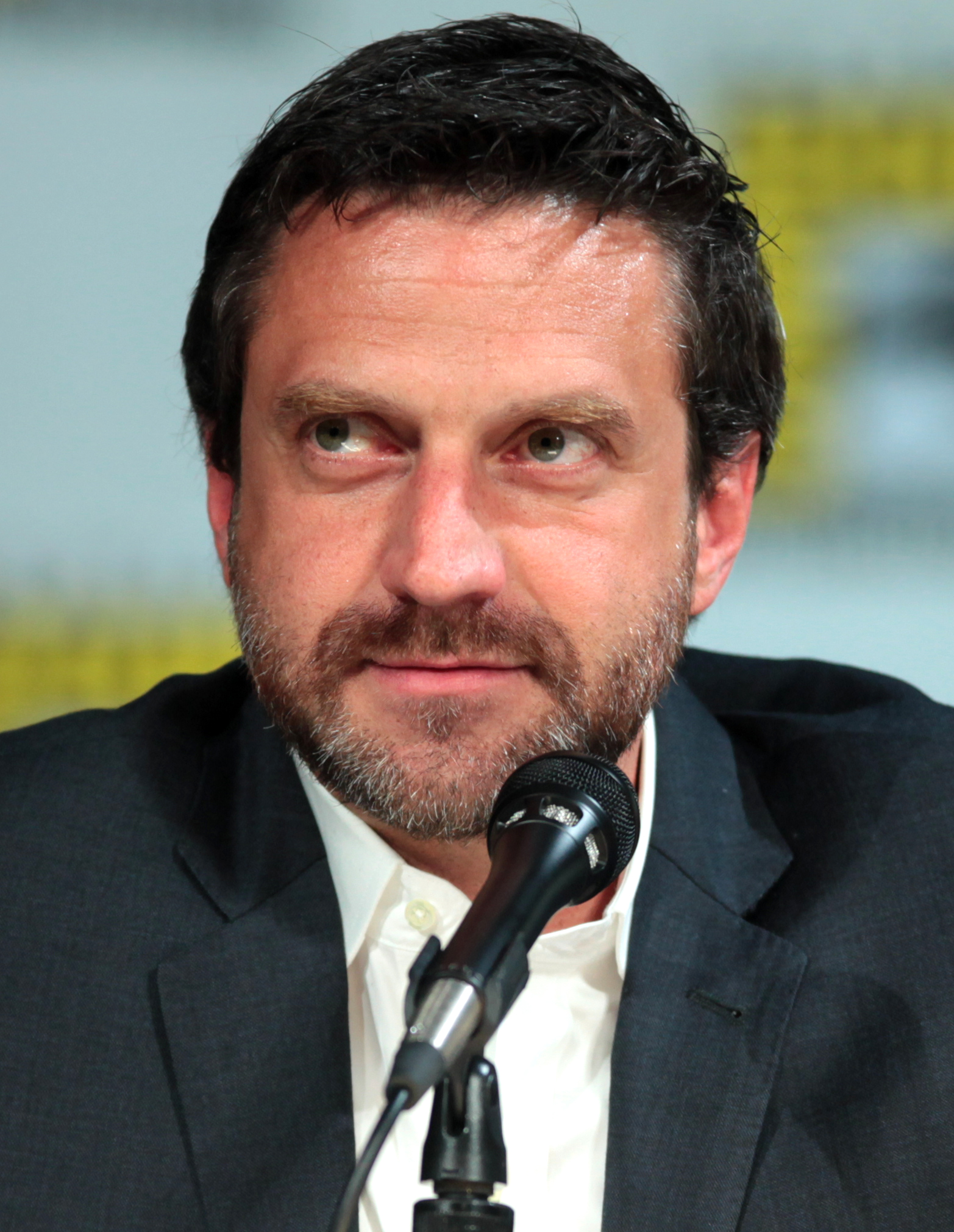
Raúl Esparza interpreta Frederick Chilton
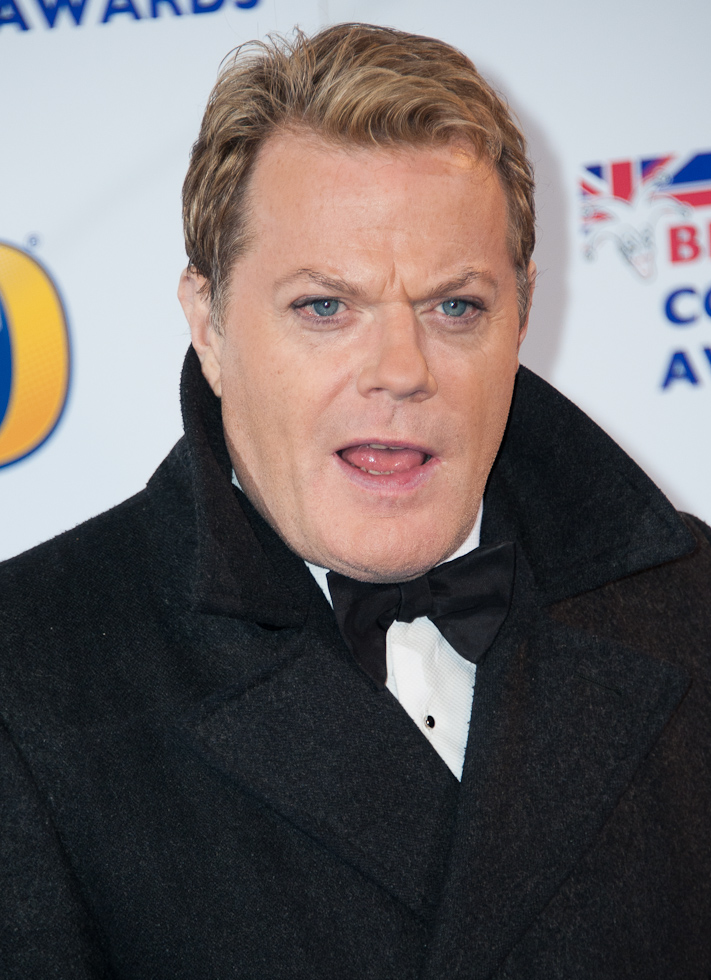
Eddie Izzard interpreta Abel Gideon
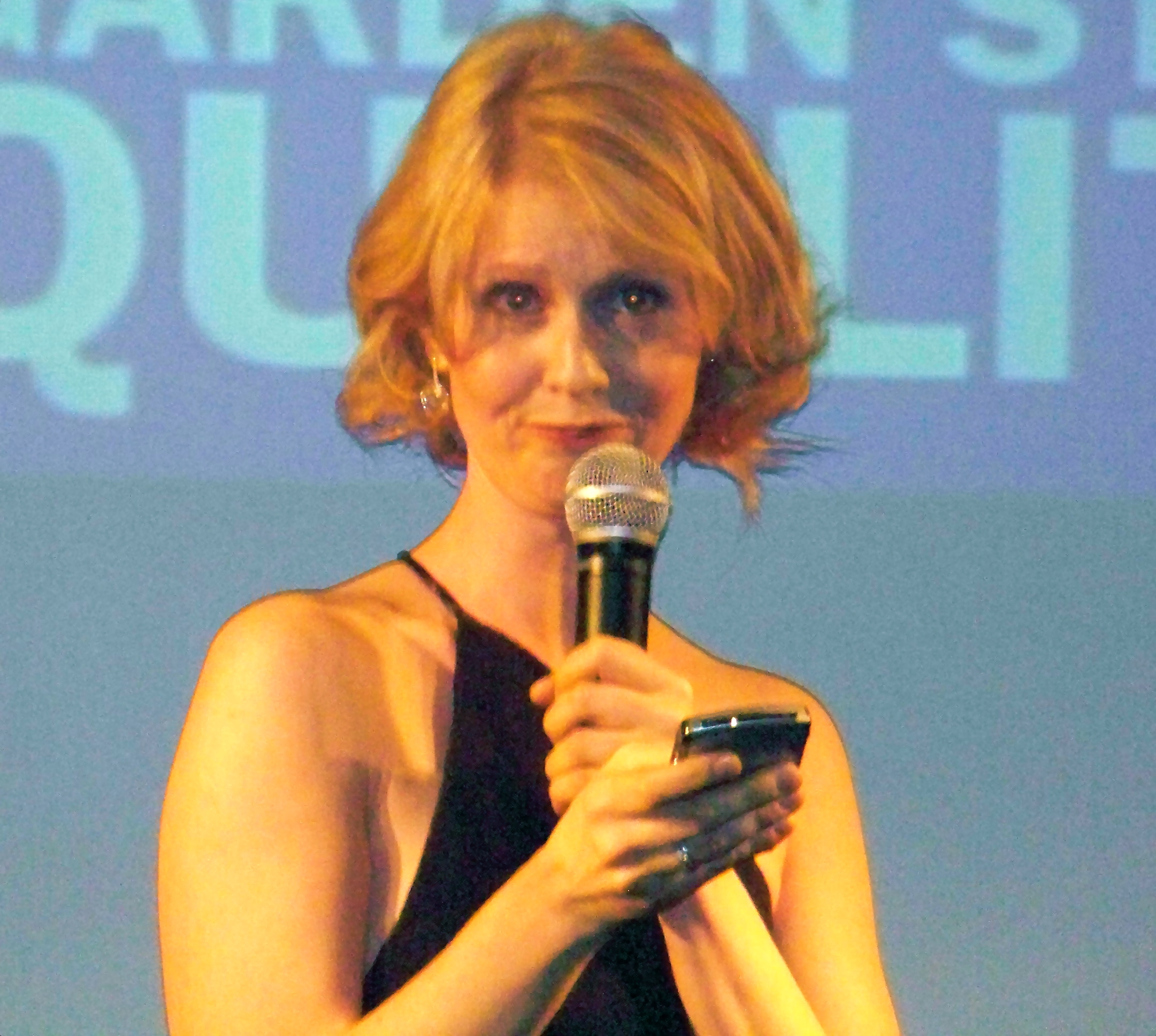
Cynthia Nixon interpreta Kade Prurnell
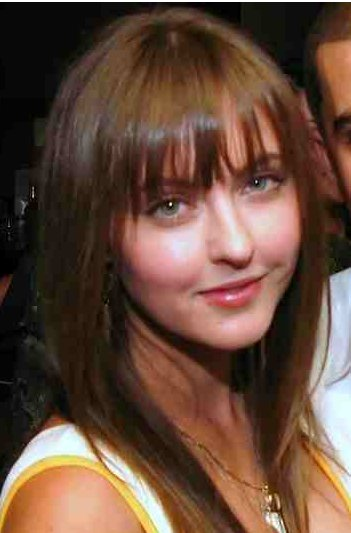
Katharine Isabelle interpreta Margot Verger
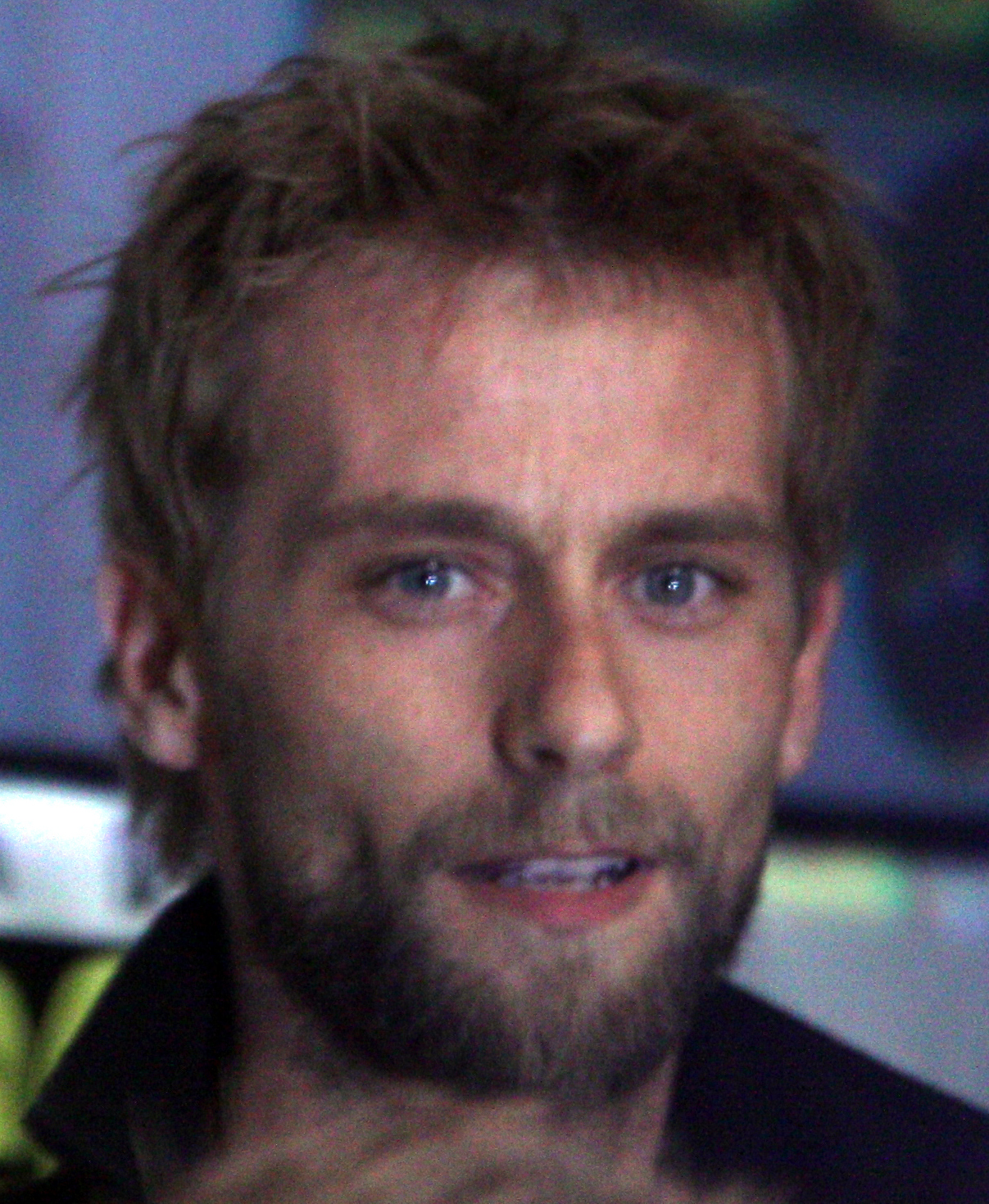
Joe Anderson interpreta Mason Verger (st. 3)
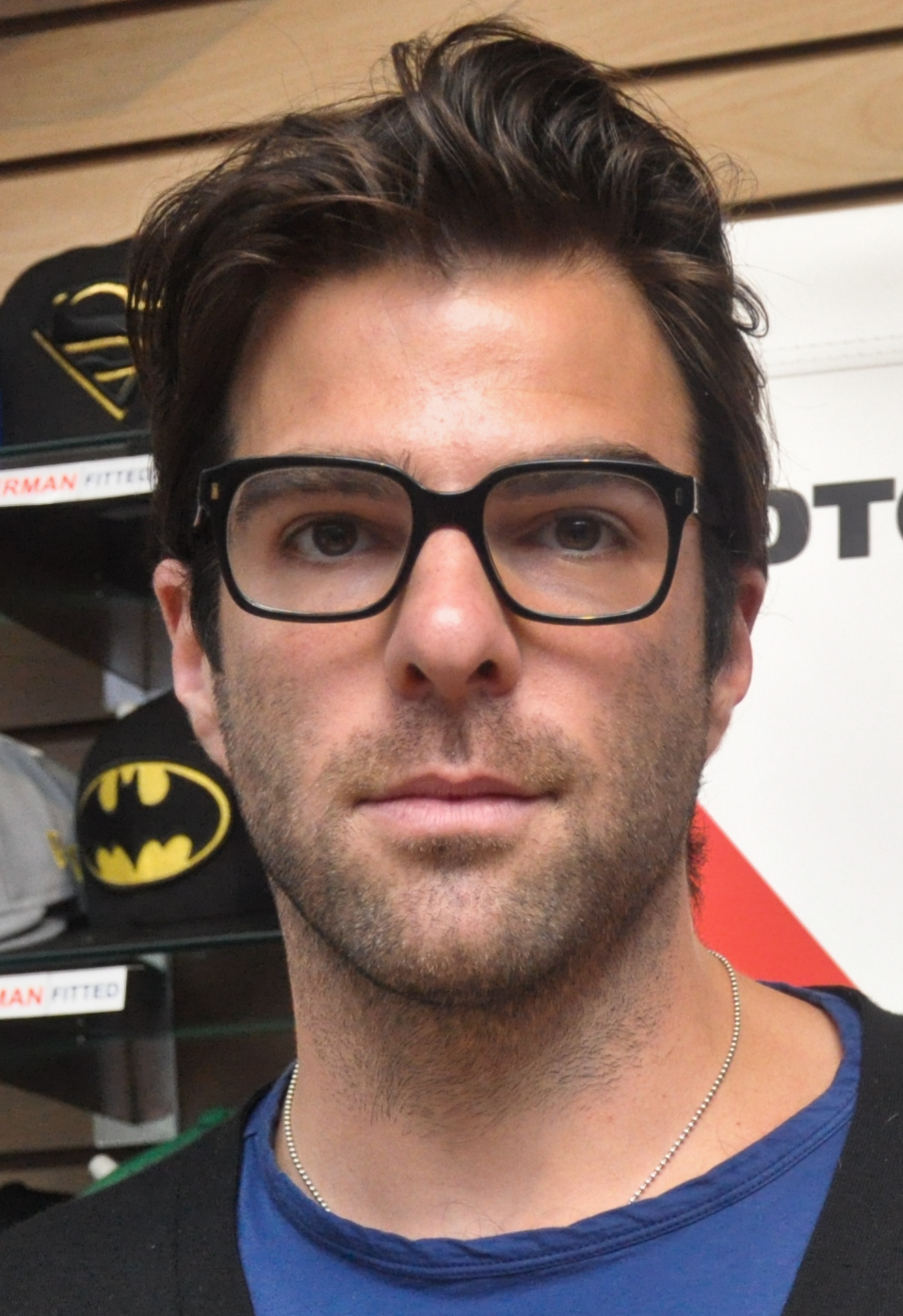
Zachary Quinto interpreta Neal Frank
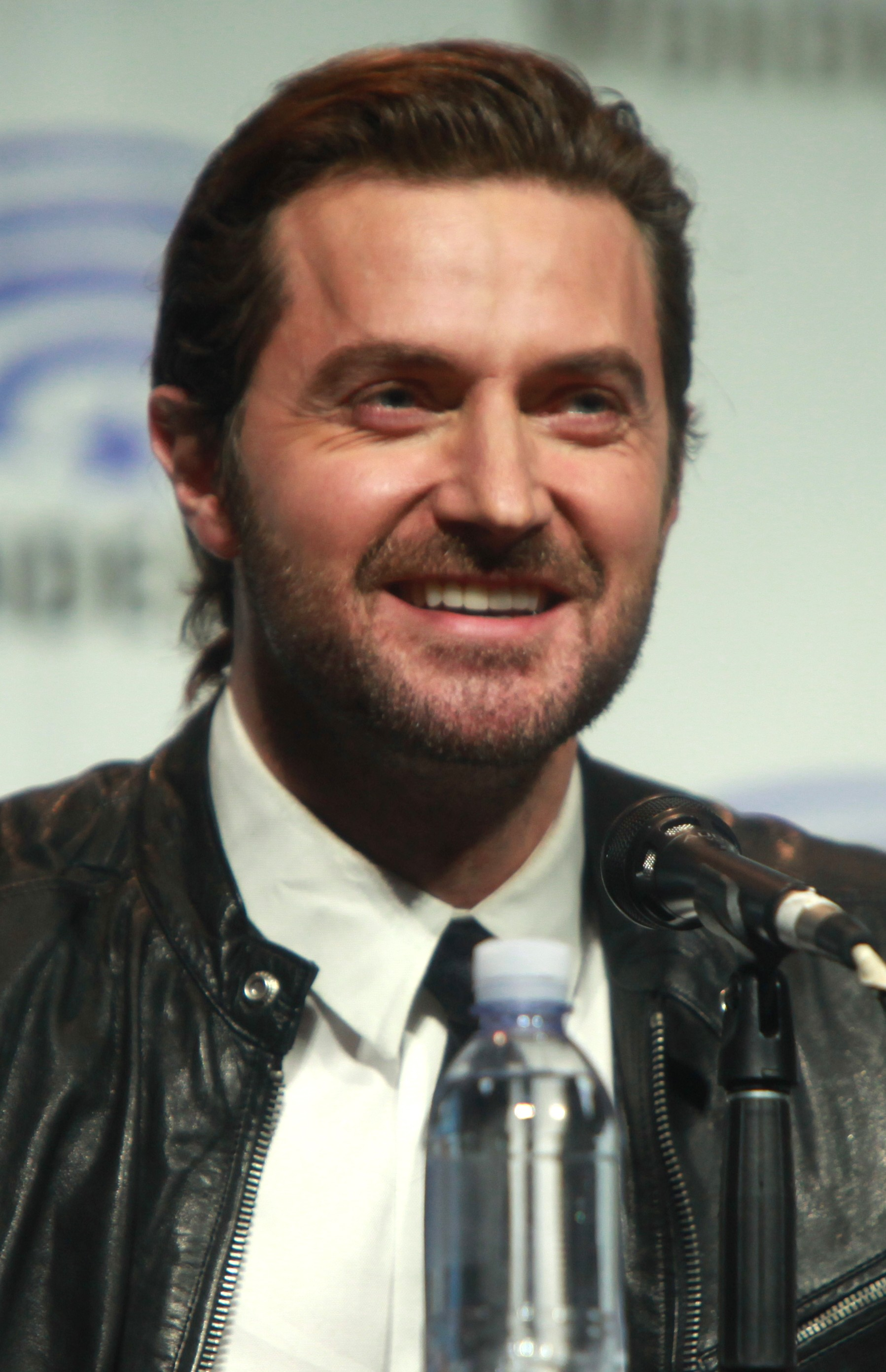
Richard Armitage interpreta Francis Dolarhyde
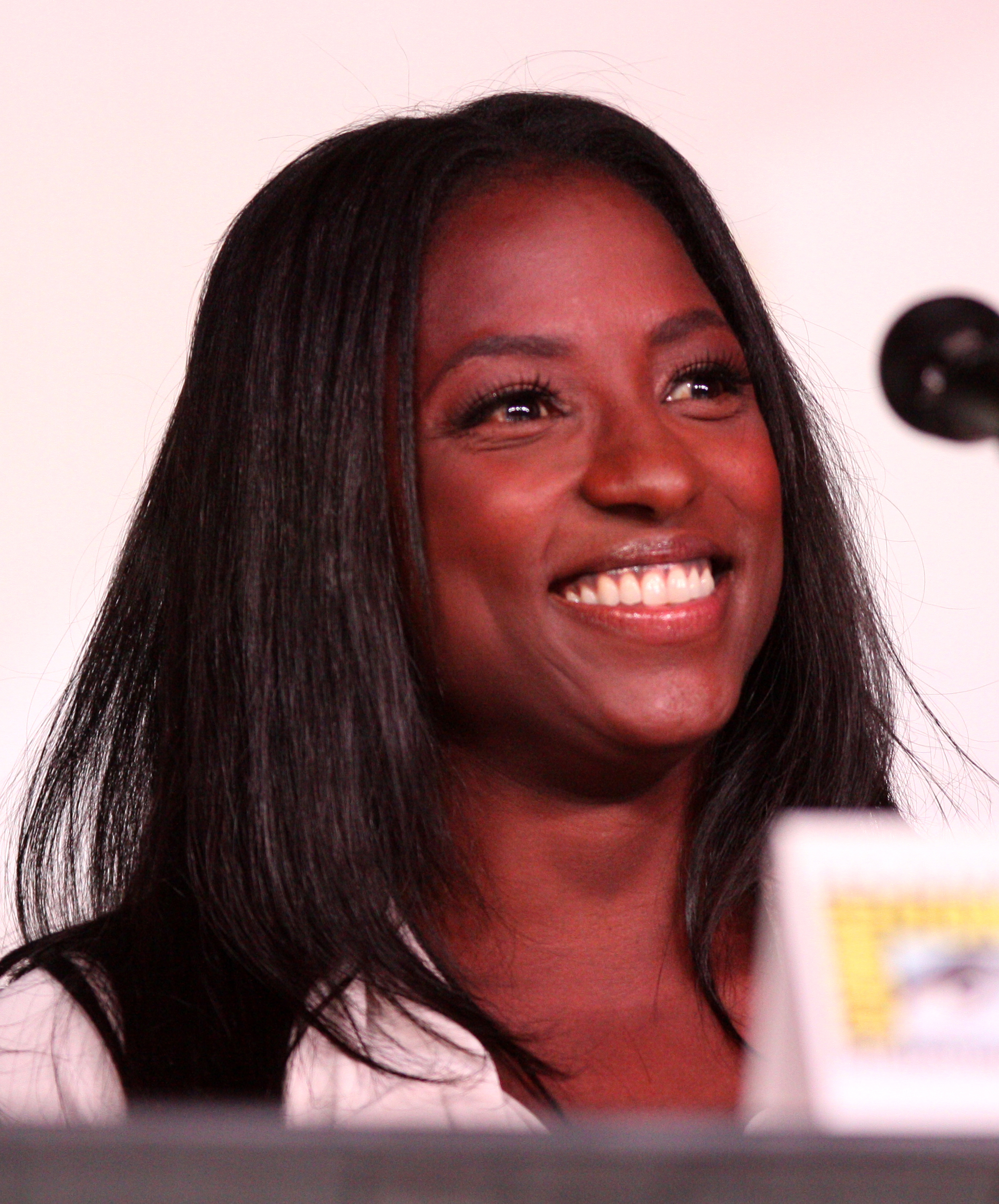
Rutina Wesley interpreta Reba McClane

## Produzione
NBC ha iniziato a sviluppare la serie già nel 2011, con il ruolo di showrunner affidato a Katie O'Connell. È la stessa O'Connell a coinvolgere nel progetto Bryan Fuller, affidandogli il compito di scrivere l'episodio pilota. Il 14 febbraio 2012, il network statunitense ha ordinato i 13 episodi che andranno a comporre la prima stagione, saltando la fase della produzione del pilot. La prima stagione, così come le eventuali seguenti, ha "solo" 13 episodi in quanto ispirata alla lunghezza delle serie televisive prodotte per le emittenti via cavo.
Il 30 maggio 2013 la NBC ha annunciato il rinnovo per una seconda stagione, andata in onda dal 28 febbraio 2014. Il 9 maggio 2014 la serie è stata rinnovata per una terza stagione, trasmessa dal 4 giugno 2015. Il 22 giugno 2015 è stato annunciato che la terza sarà anche l'ultima stagione prodotta.
Al San Diego Comic-Con Bryan Fuller ha rivelato che sia Netflix che Amazon sono state interessate ad acquistare la serie per produrne un'eventuale quarta stagione, ma entrambe si sono poi ritirate perché la prima non aveva i diritti di trasmissione delle prime due stagioni e la seconda ha chiesto a Fuller dei tempi di produzione molto stretti, cosa che lui non era disposto a fare in quanto vuole completare le sceneggiature prima di iniziare le riprese. Nel frattempo gli attori sono stati sciolti dai loro contratti e Fuller si è detto aperto alla possibilità di portare la storia sul grande schermo.
Circa un anno dopo la cancellazione della serie Fuller in occasione della quarantaduesima edizione dei Saturn Award apre ad una quarta stagione dicendo che anche il cast sarebbe pronto a tornare in un eventuale nuova stagione, tuttavia dovrebbero trovare lo spazio visti i suoi numerosi impegni (le serie American Gods e Star Trek: Discovery di cui è showrunner) e dei membri del cast (Hugh Dancy è nella serie The Path, Mikkelsen è impegnato in vari progetti cinematografici). Fuller ha detto che s'incomincerebbe a lavorare su una nuova stagione non prima dell'agosto 2017 quando i diritti di trasmissione non saranno più in mano ad Amazon e permetterebbe alla serie di trovare un altro network. È stato inoltre confermato da Fuller che la quarta stagione sarà l'adattamento de "Il silenzio degli innocenti", di cui attualmente la produzione non ha i diritti di sfruttamento.

## Rapporto Hannibal-Will
Il rapporto tra Hannibal Lecter e Will Graham è uno dei più complicati. Infatti a differenza dei romanzi i due sviluppano un legame crescendo. Dunque al contrario di molte serie che nel tempo perdono di profondità, questa serie entra nel vivo dell'animo e mente umana in trasformazione in modo da analizzare in modo estremamente tridimensionale e realistico i personaggi. (metafora dell'imago citata negli ultimi episodi della seconda stagione - https://www.youtube.com/watch?v=dk6WSHKL9R0)
Hannibal è lo psichiatra di Will, ovviamente da questo punto di vista dovremmo vedere uno squilibrio, perché ovviamente in una relazione simile il terapeuta dovrebbe occupare una posizione di potere. Proprio come vediamo tra Franklin e Hannibal, ma per i due non è così, come si vede in molte scene. Will può muoversi nello spazio di Hannibal liberamente, in una delle prime scene nello studio di Hannibal, Will si muove in uno spazio sopraelevato ed è fisicamente e anche mentalmente distaccato e si erge sopra Hannibal. Inoltre Will può utilizzare la scrivania di Hannibal, e come sappiamo non è cosa da tutti, infatti perfino quando Verger tenta di sdraiarsi sul lettino Hannibal gli lancia uno sguardo molto duro e non gli si avvicina. Inoltre Hannibal è molto ossessivo e ordinato sulla sua scrivania, ma lascia che Will muova i suoi oggetti.
(https://www.youtube.com/watch?v=fUKWv6YStNw)
Questo perché Hannibal è incuriosito, quindi lo studia, spera che un giorno Will, grazie alla sua mente unica, possa comprenderlo ed entrare nella sua testa. Infatti lo psichiatra anela qualcuno che lo conosca ma allo stesso tempo teme di esporsi troppo davanti a chi non ne è degno.
Inizialmente Will, prima di comprendere che Hannibal fosse l'assassino che si rivelerà, con la sua estrema ed analitica mente riconosce nella figura di Hannibal un'associazione inconscia del "kabuki campestre", quindi del primo crimine dell'emulatore di Hobbs (appunto una ragazza impalata dalle corna di un cervo). La sua mente associa dunque la figura dell'emulatore ad un ravenstag, che dunque è un raven=corvo e stag=cervo, Infatti nella prima scena del crimine dell'emulatore vediamo una donna impalata sulla quale ci sono dei corvi che beccano il corpo. Successivamente il ravenstag guiderà Will verso l'identificazione di Hannibal come fautore dei crimini e Hannibal serial killer cannibale verrà delineato dalla mente di Will come Wendingo. Quindi possiamo dire che il ravenstag mostra la strada a Will e il Wendingo gli mostra cosa troverà alla fine del percorso.
Will cambierà poi idea durante il corso dell'operazione sotto copertura con FBI, arrivando a comprendere ed accettare Hannibal, oltre accettare la sua vera natura. Will dice di non aver mai conosciuto se stesso così bene come quando era con Hannibal.

### Mizumono - psicologia dei personaggi
"Mizumono" è il titolo dell'episodio 13 della seconda stagione della serie Hannibal NBC.
Durante questo episodio, il preferito anche di Hugh Dancy e Mads Mikkelsen, gli attori che interpretano i personaggi di Will Graham e Hannibal Lecter nella serie, abbiamo verso la fine dell'episodio un elenco di significativi dialoghi e azioni.
Come ad esempio il momento in cui Hannibal accoltella Will, quest'ultimo lascia cadere la sua pistola, avrebbe potuto usarla, avrebbe potuto minacciarlo prima che gli infliggesse altri colpi, invece non l'ha fatto perché in fondo si sentiva in colpa per non averlo seguito e per averlo "tradito" con FBI. Infatti Will, tradisce Jack, chiamando Hannibal per farlo scappare ed andare via con lui.
Vediamo per la prima volta l'umanità che si gela dietro la maschera da essere umano di Hannibal, penso che sia un argomento molto condivisibile. Volere essere visti ma cercare la persona più adeguata per mostrarsi. Quando dona a Will questo regalo raro e si vede tradito, Hannibal reagisce al rifiuto con rabbia ma anche tristezza, e scappa, sia per eludere le ricerche, sia perché deve far fronte alla sua modalità evitante e ossessiva di amare.
Inoltre in questa puntata inizia in modo chiaro la metafora della tazzina e della teoria del caos e che vedremo meglio nella puntata della terza stagione dove Hannibal salva Will dalla fattoria Verger.
Infatti la terza stagione è quella decisiva per delineare il legame tra Hannibal e Will, quindi anche la metafora del perdono, che vediamo iniziare nell'episodio "Mizumono", arriverà al suo culmine nella cripta della Cappella Palatina a Palermo e con la famosa frase della psichiatra di Hannibal, Bedelia Du Maurier. Dirà che il tradimento ed il perdono sono visti come qualcosa di simile all'innamoramento.

### Evoluzione nella terza stagione
La terza stagione è decisiva per delineare il legame tra Hannibal e Will.
Will cerca disperatamente il passato di Hannibal, arrivando in Lituania, a Palermo e poi a Firenze. Vuole capirlo prima di posare nuovamente il suo sguardo su di lui, come dirà davanti alla "Primavera" di Botticelli.
Will perdona Hannibal, poi successivamente perderà il perdono a Firenze, e dopo il rapimento da parte di Verger, Will sarà così spaventato da quello che sta diventando che deciderà di far allontanare Hannibal in ogni modo. Ma questo non funzionerà perché il cannibale si farà arrestare per far sapere a Will dove sarà e dove potrà sempre essere trovato.
Durante questa stagione vengono fatti da tutti i personaggi riferimenti allo strano rapporto che intercorre tra i due uomini, lasciando trasparire chiaramente una natura profonda tra i due. Bedelia è sempre stata la prima a comprendere ciò, infatti nella prima stagione Hannibal stesso le aveva detto che gli sembrava di intravedere un futuro in cui aveva un amico. Inoltre Bedelia chiamerà Will "la moglie di Frankenstein" in quest'ultima stagione.
Il loro rapporto verrà anche descritto con il termine "Nakama" usato da Chiyo in Lituania.
Invece Freddie deciderà di chiamarli "Murder Husbands", ovvero mariti assassini, in uno dei suoi articoli, sottolineando che sono scappati insieme in Europa.
Hannibal inoltre in questa stagione dà ulteriore prova dell'amore che prova verso Will quando prima di essere catturato da Mason, davanti alla tavola imbandita a Firenze imbocca Will con un cucchiaio. La zuppa era calda, lui soffia sul cucchiaio prima di porgerlo alla bocca del profiler. Questo delinea un comportamento amorevole e un parallelismo con la scena del film "Hannibal Lecter - Le origini del male" che tratta dell'adolescenza e della nascita del famoso serial killer.
Nel finale di stagione ci sarà una delle scene più chiare di questo rapporto, infatti Will Graham chiederà a Bedelia se Hannibal è innamorato di lui e la risposta sarà affermativa.
Il registra Bryan Fuller ha confermato che la coppia è canonica.

## Riconoscimenti
- 2016 - Saturn Award
  - Miglior serie televisiva d'azione/thriller
  - Miglior attore non protagonista in una serie televisiva a Richard Armitage
  - Candidatura per il miglior attore in una serie televisiva a Mads Mikkelsen
  - Candidatura per la miglior attrice non protagonista in una serie televisiva a Gillian Anderson
- 2016 - Critics' Choice Television Award
  - Candidatura per il miglior attore in una serie televisiva a Hugh Dancy
  - Candidatura per la miglior guest star in una serie drammatica a Richard Armitage
- 2015 - Satellite Award
  - Candidatura per la miglior serie drammatica
  - Candidatura per il miglior attore in una serie drammatica a Mads Mikkelsen
- 2015 - Saturn Award
  - Migliore serie televisiva
  - Miglior attore in una serie televisiva a Hugh Dancy
  - Miglior attore non protagonista in una serie televisiva a Laurence Fishburne
  - Candidatura per la miglior attrice non protagonista in una serie televisiva a Caroline Dhavernas
  - Candidatura per la miglior guest star in una serie televisiva a Michael Pitt
- 2015 - Young Artist Awards[21]
  - Candidatura per la miglior performance in una serie televisiva - Giovane attore guest star di anni 10 o meno a Samuel Faraci
- 2014 - Critics' Choice Television Award
  - Candidatura per il miglior attore in una serie televisiva a Hugh Dancy
- 2014 - Saturn Award
  - Migliore serie televisiva
  - Miglior attore in una serie televisiva a Mads Mikkelsen
  - Candidatura per il miglior attore in una serie televisiva a Hugh Dancy
  - Candidatura per la miglior guest star in una serie televisiva a Gina Torres